# Aasfresser

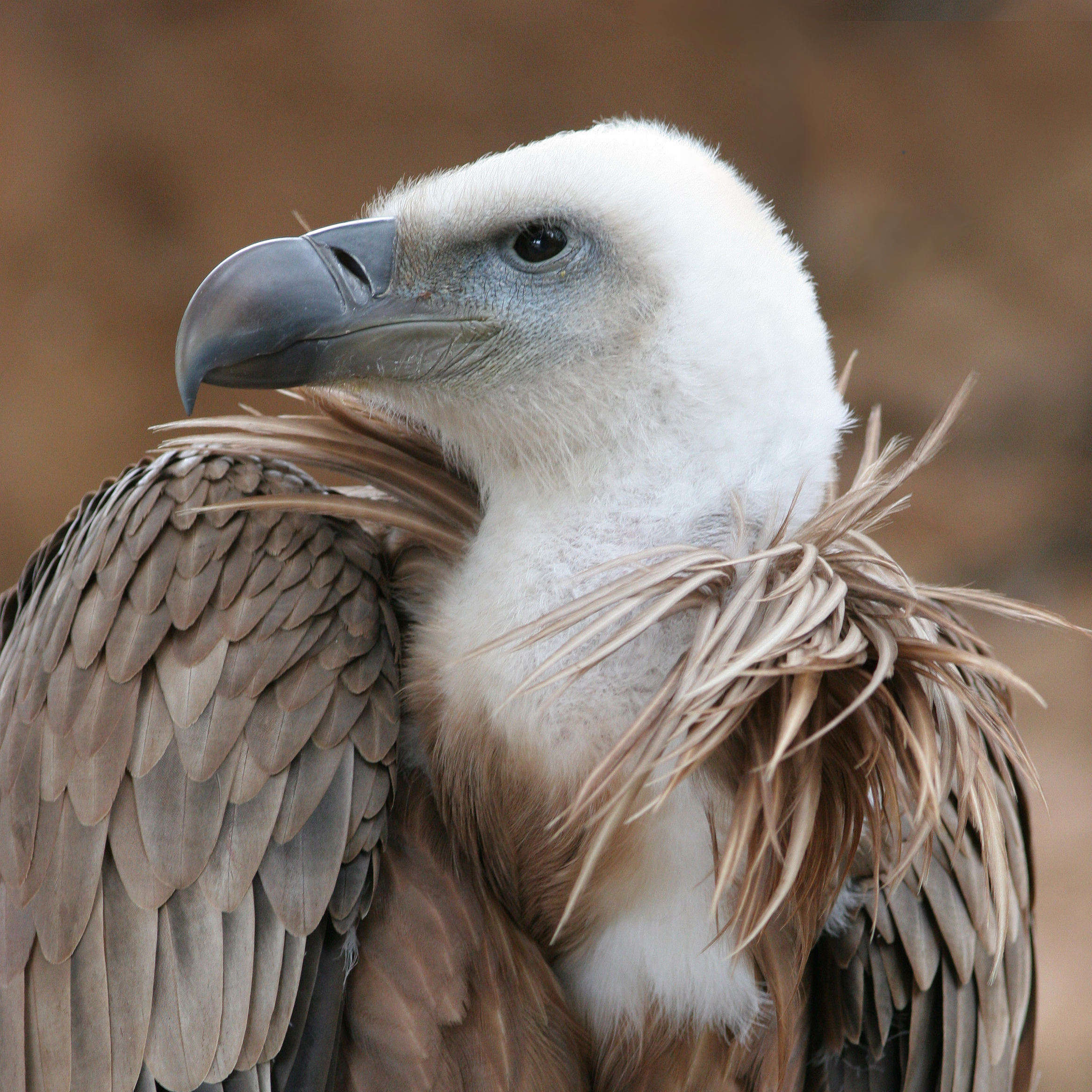
Geier

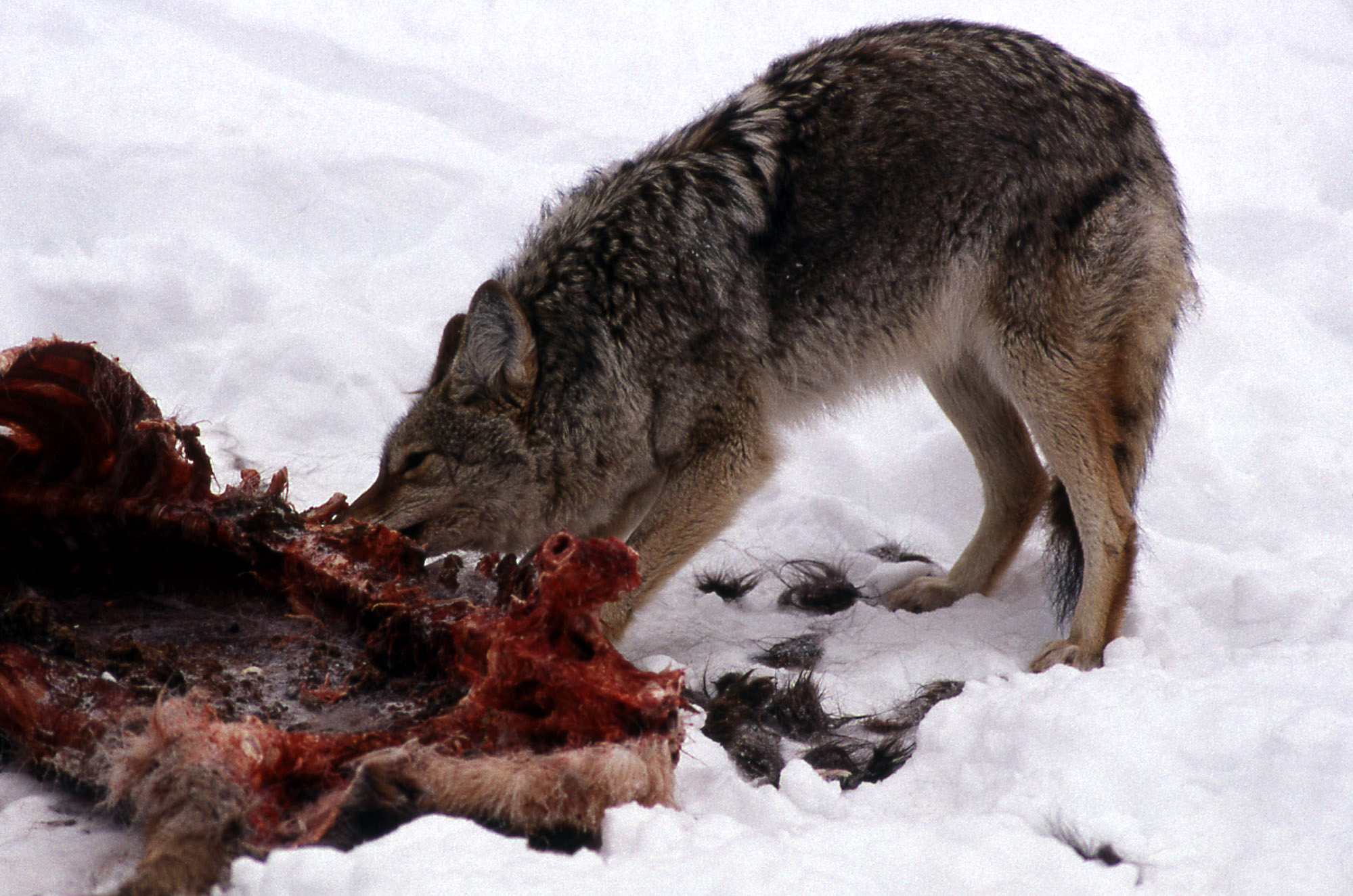
Kojote mit totem Elch im Yellowstone-Nationalpark, USA

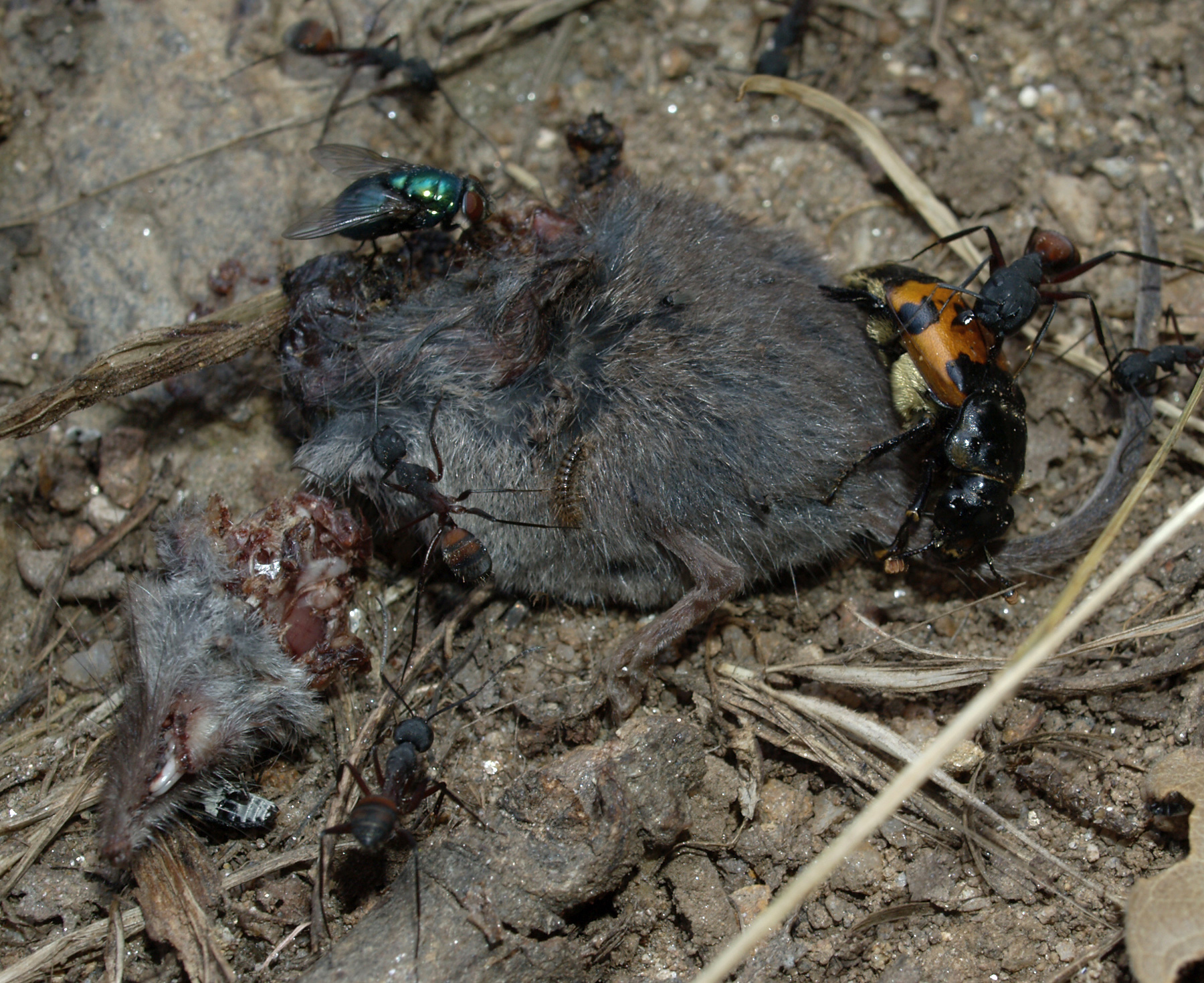
Verschiedene Insekten am Kadaver einer Spitzmaus, unter anderem Ameisen, eine Schmeißfliege und ein Totengräber

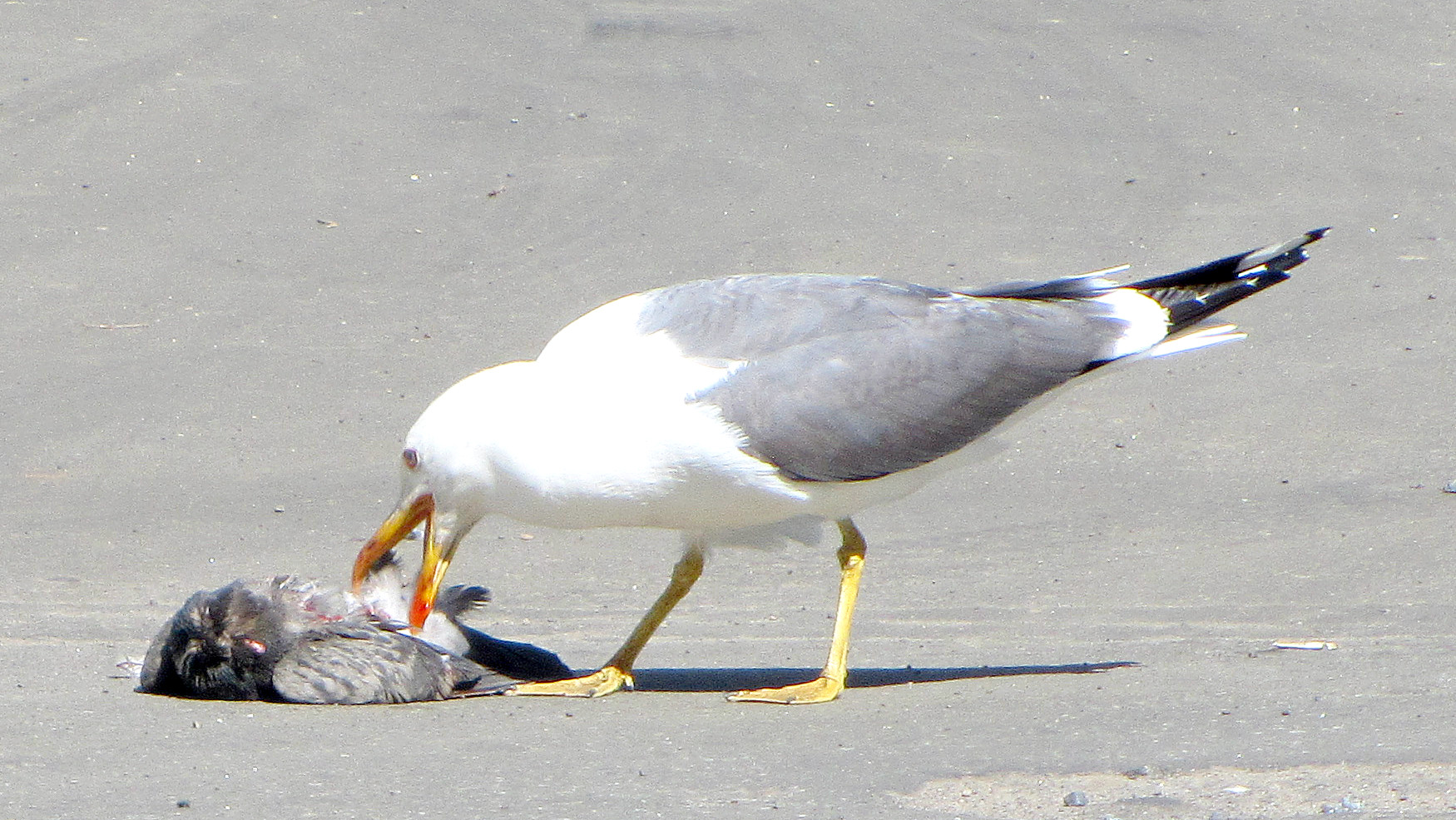
Eine Silbermöwe mit Aas

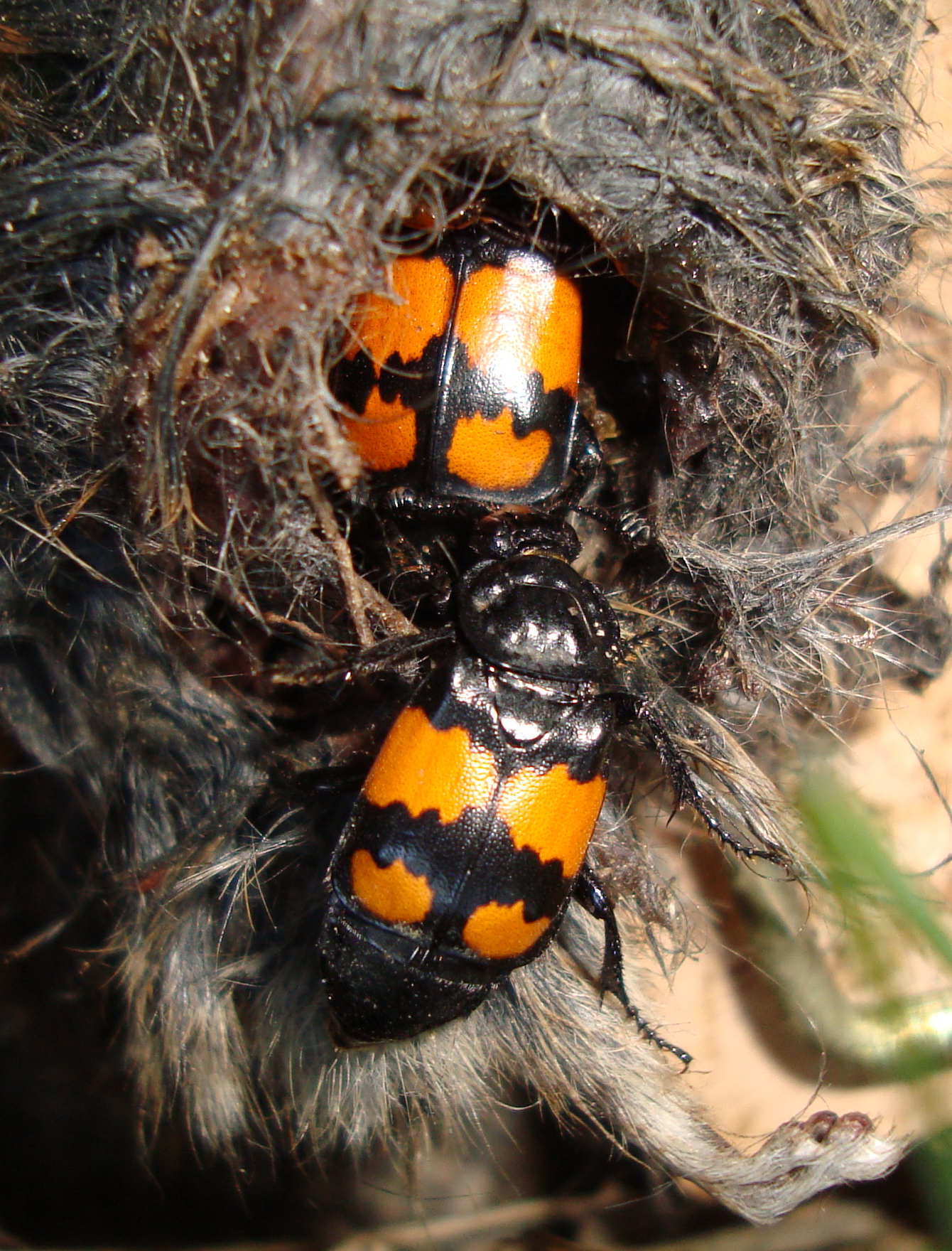
Für den Nachwuchs des Totengräbers ist die tote Maus eine ideale Kinderstube

Als Aasfresser oder Nekrophagen (von griechisch νεκρός, nekrós „tot“ und φαγεῖν, phageín „essen“) werden Tiere bezeichnet, deren Nahrung hauptsächlich oder teilweise aus Kadavern von Tieren besteht, die sie nicht selbst getötet haben. Aufgrund der Ernährungsweise von toter organischer Substanz kann man sie zu den Saprophagen rechnen. Aasfressen ist allerdings eine spezialisierte Art des Nahrungserwerbs mit wenig Beziehungen zu anderen Arten der Saprophagie. Die Aasfresser werden ökologisch zu einer Gilde zusammengefasst.

## Aas als Nahrungsquelle
Die massenhafte Vermehrung von Bakterien und anderen Krankheitserregern auf Kadavern wäre eine Gefahr für das natürliche Gleichgewicht (sowie die Wasserqualität betroffener Gewässer). Daher sorgen Aasfresser dafür, dass das verwesende Fleisch schnell beseitigt wird und erfüllen damit eine wichtige Funktion im Ökosystem. Zu den bekanntesten Vertretern zählen unter anderem Säugetiere wie Großkatzen, Wildhunde, Hyänen, Schakale, Ratten und Vögel wie Rabenvögel und Geier, aber auch von Aas lebende Insektenlarven sowie ausgewachsene Insekten (z. B. Aasfliegen). In Lebensräumen am oder im Wasser übernehmen Möwen, Haie, Weißfische, Krebse sowie Würmer (wie der Kotpillenwurm) usw. die Beseitigung von Aas.
Entgegen weit verbreiteten Annahmen endet das Leben der meisten Wirbeltiere nicht durch Räuber (Prädatoren). In den afrikanischen Savannen wurde z. B. geschätzt, dass etwa zwei Drittel der Huftiere nicht Opfer von Prädatoren werden, sondern durch Nahrungsmangel, Parasiten, Krankheiten oder Unfälle zu Tode kommen. Auch kleine Tiere wie Mäuse mit ihren zahlreichen Fressfeinden sterben zu immerhin ca. 40 % aus natürlichen Gründen.
Obwohl das Angebot an Aas zwischen verschiedenen Lebensräumen und zu verschiedenen Zeiten stark schwanken kann, ist es weitaus höher, als vielfach angenommen. Bei konventionellen Studien zur Ernährung von Wirbeltierarten wird dies häufig übersehen, weil z. B. aus Darminhaltsanalysen kaum abgeleitet werden kann, ob die Nahrung frisch tot oder als Aas aufgenommen wurde, oder weil die Nahrung nur nach genutzten Tierarten spezifiziert wird. Ausgelegte Tierkadaver wurden in zahlreichen Studien überwiegend und in kurzer Zeit von aasfressenden Tierarten verwertet. Dies gilt auch für die meisten verdeckten Leichen, z. B. innerhalb von Wäldern oder unter einer Schneedecke.
Die Nutzung von Aas als Nahrungsquelle ist allerdings mit einer Reihe von Schwierigkeiten verbunden. Tierleichen werden vom Zeitpunkt des Todes an von Bakterien abgebaut. Zahlreiche typische Aasbesiedler wie Clostridium perfringens oder Salmonellen produzieren Giftstoffe (Toxine). Dies ist als ökologische Konkurrenzreaktion gedeutet worden, um die Nahrungsbasis gegenüber tierischen Aasfressern zu verteidigen. Außerdem stehen Wirbeltiere in Konkurrenz zu wirbellosen Aasfressern, insbesondere Insektenarten. Bedeutsame und auf Aas spezialisierte Arten sind insbesondere Käfer wie die Aaskäfer (z. B. die Totengräber der Gattung Nicrophorus) und die Larven (Maden) zahlreicher Fliegenarten, besonders aus der Familie der Fleischfliegen und der Schmeißfliegen. Im tropischen Afrika wurde beobachtet, dass kleinere Tierleichen von 2 bis 10 kg Körpermasse binnen dreier Tage fast vollständig von Fliegenmaden konsumiert worden waren. Dabei sind die Bakterien auf die Arbeit der Insekten angewiesen: Nicht von Insekten befallene Leichen mumifizieren oft zu größeren Teilen und werden viel langsamer mikrobiell abgebaut.

## Spezialisierungen
In den meisten Lebensräumen ist die jeweils vorhandene Biomasse der lebenden Tiere immer größer als diejenige der (relativ frisch) toten. Daraus ergibt sich, dass relativ wenige Wirbeltierarten auf Aas als obligate Nahrungsquelle spezialisiert sind. Bei den Säugetieren oder den Reptilien sind Aas-Spezialisten sogar vollkommen unbekannt. Auch als Aasfresser bekannte Arten wie die Hyänen nehmen, soweit bekannt, mehr lebende als tote Nahrung auf, sind also, zumindest zu erheblichen Anteilen, Räuber. Zumindest überwiegend auf Aas spezialisiert ist allerdings eine Gruppe von Vogelarten, die Geier. Dies erklärt man sich hauptsächlich durch die großen Vorteile des Flugs. Ein fliegender Vogel kann gewaltige Flächen in kurzer Zeit absuchen, wobei (im Falle des Segelflugs) die energetischen Kosten für ihn sehr gering sind. Neben dem immer sehr guten Sehvermögen haben einige, wie die Neuweltgeier der Gattung Cathartes, auch noch einen exzellenten Geruchssinn erworben. „Geier“ ist dabei eine ökologische, keine systematische Kategorie: Die so bezeichneten Vögel sind teilweise nicht miteinander verwandt, sondern haben die charakteristischen Merkmale wie den langen, nackten und beweglichen Hals und die breiten Schwingen (für optimalen Segelflug) konvergent erworben. Die meisten anderen Aasfresser sind räuberische Arten oder Allesfresser (Omnivoren), die Aas zu mehr oder weniger großen Anteilen neben lebender Beute aufnehmen. So ernähren sich Braunbären beispielsweise teilweise pflanzlich, doch verwerten sie auch die Beute von Wölfen, was beispielsweise im Yellowstone-Nationalpark beobachtet werden kann. Dabei gibt es keinen Räuber, der ein frisch totes Exemplar einer beliebten Beuteart verschmähen würde, der also nicht zumindest gelegentlich auch Aasfresser wäre. Dies bedeutet freilich nicht, dass räuberische Arten wahllos oder zu gleichen Anteilen Aas nutzen würden. Vielmehr existiert eine Reihe von Arten, die Aas regelmäßig und zu recht hohen Anteilen als Teil des Nahrungsspektrums nutzen. In dichten Wäldern und in arktischen Breiten, wo Vogelarten aufgrund des Raumwiderstands und schlechter Thermik benachteiligt sind, können Säugetierarten dabei bedeutsamer sein als Vögel. Bekannt ist z. B. in Mitteleuropa eine hohe Bedeutung von Aas als Nahrungsquelle z. B. für Rotfuchs, Mäusebussard und  Rabenvögel, aber auch für Seeadler. Mäusebussarde haben sich regional dabei stark auf Opfer des Autoverkehrs spezialisiert, so dass man sie häufig entlang von Autobahnen sitzen sieht. Aas kann als Teil der Nahrungsquelle zu Zeiten des Nahrungsmangels, insbesondere in schneereichen Wintern, für zahlreiche dieser Arten durchaus wesentlich sein. In Regionen, in denen Geier vorkommen, sind diese allerdings immer die dominanten Aasfresser. In einer Studie in Panama fanden Geier fast zwei Drittel der Tierleichen, Säugetiere nur etwa 5 Prozent.

## Bedeutung in der Forensik
Eine besondere Bedeutung haben Aasfresser in den letzten Jahren im Zusammenhang mit der Kriminalistik erhalten. Dort hat sich ein eigener Bereich der Forensik ausgebildet, der als entomologische Forensik bezeichnet wird. In diesem Bereich dienen leichenbesiedelnde Insekten zur Aufklärung von Todesfällen und Verwesungsumständen.